# Abu Kamal
Abu Kamal o Al-Bukamal (árabe: البوكمال) es una ciudad por la que pasa el río Éufrates en la gobernación de Deir ez-Zor al este de Siria, muy cercana a la frontera con Irak. Es el centro administrativo del distrito de Abu Kamal y el subdistrito local (subdistrito de Abu Kamal). Justo al sureste, cruzando la frontera, se encuentra la ciudad iraquí de Al-Kaim en la gobernación de Ambar.

## Etimología
Durante el Imperio otomano, Abu Kamal fue llamada kışla, pronunciado a término local como "qashla", una palabra turca cuyo significado es "cuartel militar". El nombre de "Qashla" todavía se usa entre algunos habitantes de la zona, especialmente en la senectud. El nombre de "Al-Bukamal" (árabe: البوكمال) significa "la familia de Kamal", siendo Kamal la tribu que habita en el lugar, mientras que el nombre "Abu Kamal" significa "el padre de Kamal".

## Historia
Durante el siglo XVII, Abu Kamal fue sede del sanjacado otomano en el eyalato de Urfa, la actual Sanliurfa. Más adelante perteneció al sanjacado de Zor (distrito de Zor) hasta el final del Imperio otomano en 1918. En 1896, el antiguo poblado de adobe fue recolocado una milla al norte debido al peligro de inundación. El nuevo pueblo, esta vez con casas realizadas de piedra, tenía anchas calles. El pueblo y su subdistrito eran sede de la tribu árabe Uqaydat, predominantemente suní con un pequeño porcentaje de cristianos de Deir ez-Zor y Mosul.
A principios del siglo XX, el pueblo tenía ochenta viviendas, la residencia del gobernador, una comisaría de policía, un ferry y tenía una población de 500 habitantes. El subdistrito de Abu Kamal tenía una población de 15.000 habitantes en 1890.
Francia ocupó Abu Kamal junto con Deir ez-Zor en 1921 y construyó una gran sede militar. En 1946 pasó a formar parte de una Siria independiente. La posición de la región en la frontera de Siria e Irak, especialmente después de la invasión estadounidense de Irak, lo ha convertido en un centro tanto político como comercial.
El 27 de octubre de 2008, cuatro helicópteros de EE. UU. llevaron a cabo un ataque en el pueblo de Sukkariyeh en el distrito de Abu Kamal. Fue el primer ataque conocido en el interior de Siria por EE. UU. Los medios indicaron que al menos siete personas fueron asesinadas, cuatro de ellos niños. Abu Kamal está localizado cerca de Al-Kaim, cruce fronterizo para la insurgencia iraquí y ubicación de la Operación Cortina de Acero llevada a cabo en noviembre de 2005. El Ministro de Asuntos Exteriores sirio Walid Muallem declaró que "Matar a civiles según la ley internacional significa una agresión terrorista".

## Guerra Civil Siria
Durante la Guerra Civil Siria, a finales de julio de 2012, las fuerzas rebeldes tomaron la ciudad, junto con su cruce fronterizo con Irak. A principios de septiembre de 2012, France 24 informó de que el aeropuerto militar Hamdan estaba siendo atacado por el Ejército Libre Sirio. El 16 de noviembre de 2012, FSA conquistó el aeropuerto militar, el cual antiguamente se utilizaba para transportar productos agrícolas, pero que fue reconvertido en una base para helicópteros y tanques militares. La captura de Hamdan significó que las fuerzas del ejército sirio solo contaban con una base aérea en la gobernación: el aeropuerto militar principal en Deir ez-Zor.

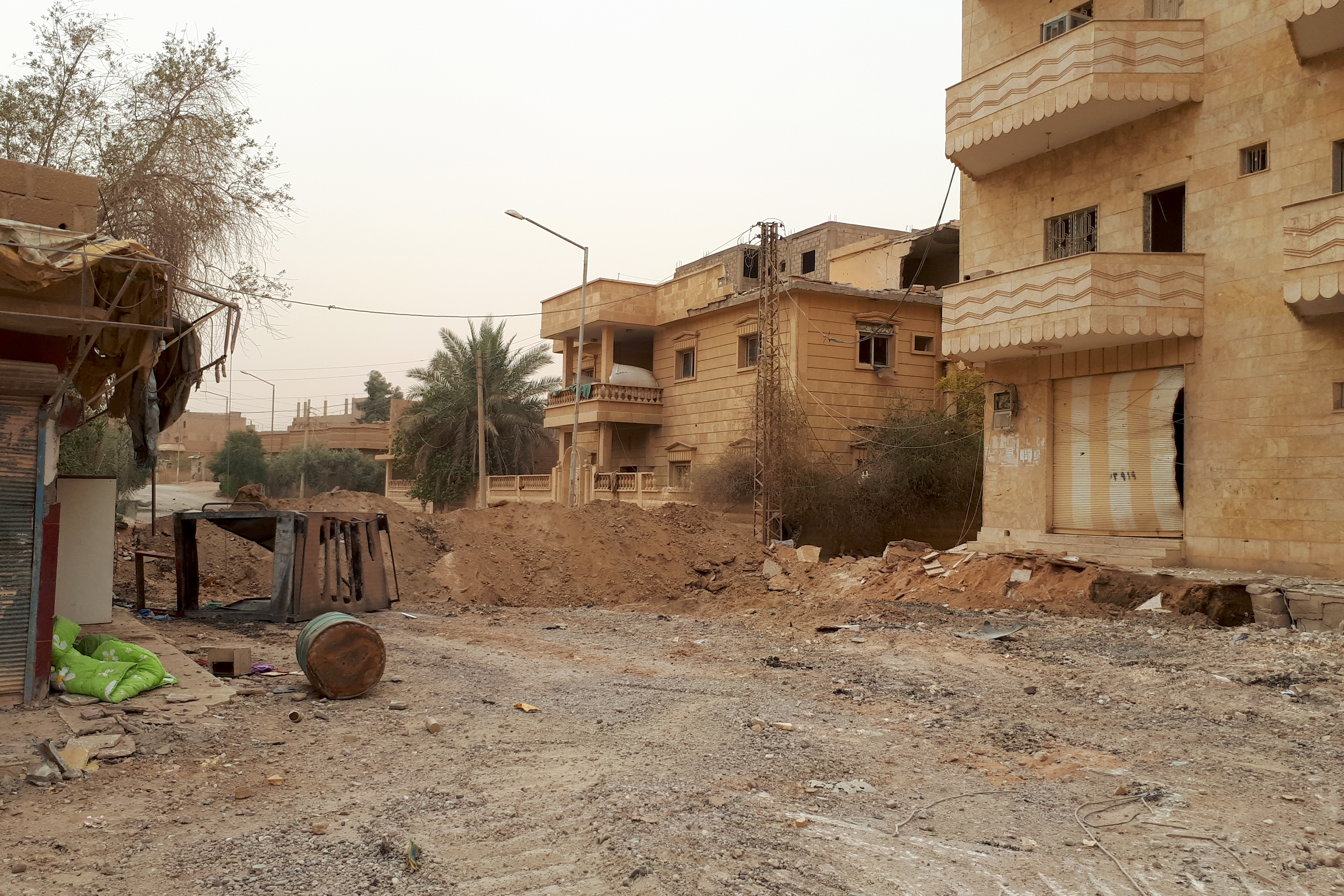
La ciudad tras ser reconquistada por las fuerzas gubernamentales en noviembre de 2017.

Durante 2014, el Estado Islámico de Irak y el Levante tomó el control de la ciudad. El 3 de julio, el OSDH dijo que ciudad de Mayadin, la segunda ciudad más grande en la gobernación de Deir Ezzor, también se encontraba "ahora bajo el control de Estado Islámico, después de que Al-Nusra evacuó su sede allí, y Daesh izó su bandera". El 3 de julio, el OSDH declaró que todas las ciudades y pueblos en la ruta de Abu Kamal a Al-Bab, pasando a través de la gobernación de Al Raqa, "estaban bajo el control de Daesh". También fue objetivo de un ataque de la oposición siria durante la ofensiva de Abu Kamal.
A pesar de que la ciudad fue liberada el 8 de noviembre de 2017 gracias al ejército sirio con ayuda de milicias iraquíes, que cruzaron la frontera por Al-Kaim, y aviación rusa, todavía prosiguen diversas luchas con miembros del Dáesh. Finalmente fue recuperada totalmente el 19 de noviembre. Es considerada como el último bastión de Dáesh en Siria.